# Teresa Jornet y Ibars

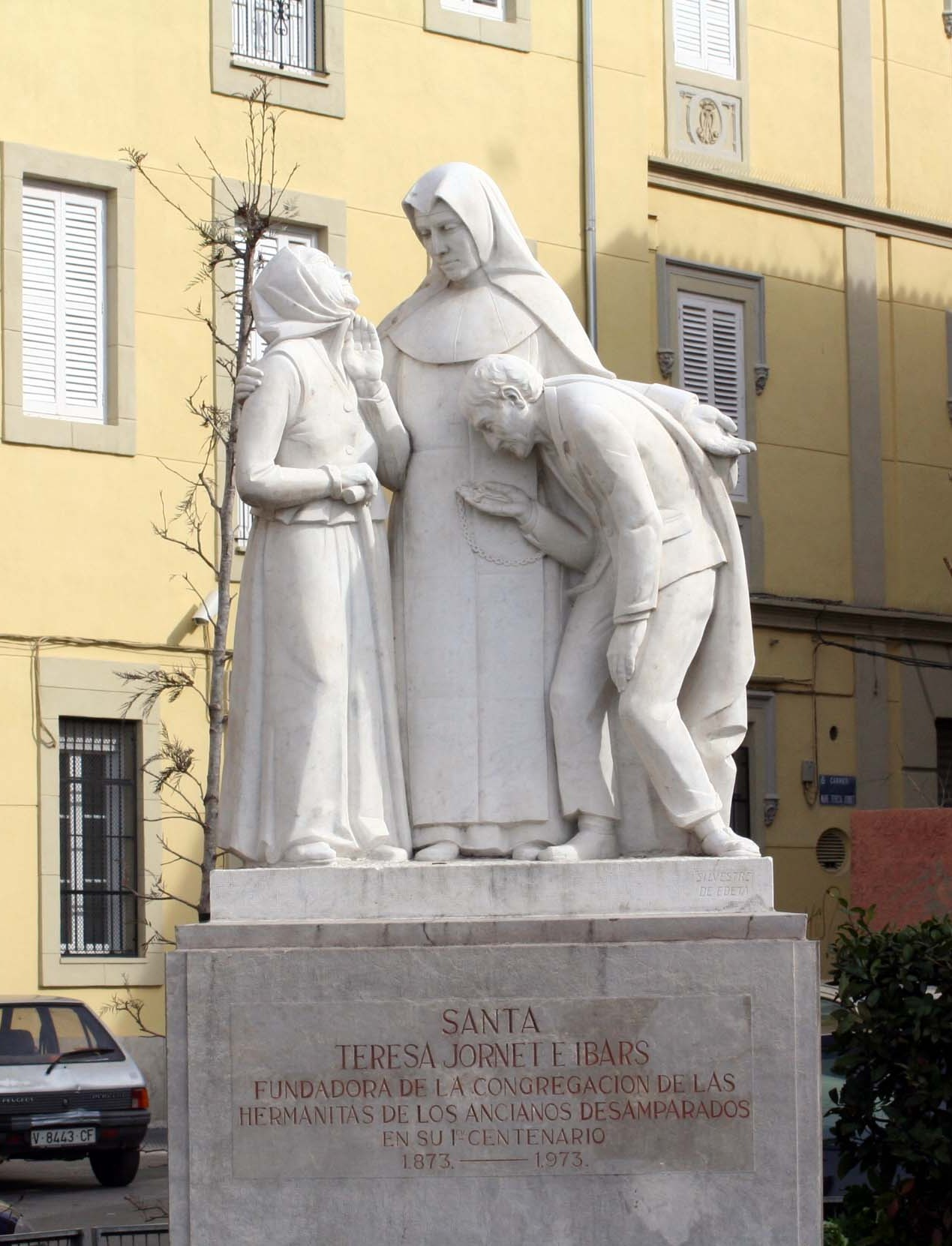
Teresa Jornet y Ibars

Teresa Jornet y Ibars, Ordensname Teresa von Jesus OCDS, (* 9. Januar 1843 in Aitona, Katalonien, Spanien; † 26. August 1897 in Liria (bei Valencia), Spanien) war eine spanische Ordensschwester und Ordensgründerin der Kongregation der Hermanitas de los Ancianos Desamparados. Sr. Teresa wird in der katholischen Kirche als Heilige verehrt.

## Leben
Teresa Jornet y Ibars war die älteste Tochter des Bauern Francisco Jornet und seiner Ehefrau Antonia Ibars. Im Jahre 1872 trat Sr. Teresa in das Klarissenkloster in Saragossa ein, wo sie den Ordensnamen Teresa von Jesus erhielt. Noch im selben Jahr gründete Sr. Teresa in Barbastro, Aragonien, das Institut der Hermanitas de los Ancianos Desamparados („Kleine Schwester für die hilflosen Alten“, besser bekannt als die Kleinen Schwestern der Armen), das sie bis zu ihrem Tod leitete.

## Seligsprechung und Heiligsprechung
Ihre Seligsprechung erfolgte am 27. April 1958 durch Papst Pius XII., die Heiligsprechung am 27. Januar 1974 durch Papst Paul VI. Ihr Gedenktag in der Liturgie ist der 26. August.